# Tamara Ustinov
Tamara "Tammy" Ustinov (Londres, 25 de julho de 1945) é uma atriz britânica, conhecida por aparecer em Bergerac, The Blood on Satan's Claw, Blood from the Mummy's Tomb e The Last Horror Movie.

## Vida pessoal
É filha de Peter Ustinov e sobrinha de Angela Lansbury. Foi casada com Malcolm Rennie, desde 1989.[carece de fontes?]